# يوهان جورج نيومان
يوهان جورج نيومان (بالألمانية: Johann Georg Neumann)‏ هو عالم عقيدة ومؤرخ ألماني، ولد في 1 مايو 1661 في Mörz (Planetal) ‏ في ألمانيا، وتوفي في 5 سبتمبر 1709 في فيتنبرغ في ألمانيا.